# Dicypellium caryophyllatum
Dicypellium caryophyllatum là loài thực vật có hoa trong họ Nguyệt quế. Loài này được (Mart.) Nees miêu tả khoa học đầu tiên năm 1836.